# France au Concours Eurovision de la chanson 1966
La France a participé au Concours Eurovision de la chanson 1966 à Luxembourg. C'est la onzième participation de la France au Concours Eurovision de la chanson.
Le pays est représenté par Dominique Walter et la chanson Chez nous, sélectionnés en interne par l'ORTF.

## Sélection
L'Office de radiodiffusion-télévision française (ORTF) choisit l'artiste et la chanson en interne pour représenter la France au Concours Eurovision de la chanson 1966.
Lors de cette sélection, c'est le chanteur Dominique Walter et la chanson Chez nous, écrite par  Jacques Plante et composée par Claude Carrère, qui furent choisis.   Parmi les autres candidats, figuraient Mireille Mathieu, Sacha Distel et Michèle Torr.

## À l'Eurovision
Chaque jury national attribue un, trois ou cinq points à ses trois chansons préférées.

### Points attribués par la France
| 5 points | Irlande    |
| 3 points | Autriche   |
| 1 point  | Luxembourg |

### Points attribués à la France
| 5 points | 3 points | 1 point  |
| -------- | -------- | -------- |
|          |          | - Monaco |

Dominique Walter interprète Chez nous en 15e position lors du concours suivant l'Italie et précédant les Pays-Bas. Au terme du vote final, la France termine 16e sur 18 pays, obtenant un point,. Après neuf ans, c'est la première fois que la chanson représentant la France ne fait pas partie des cinq chansons arrivées en tête.